# Kaukauna
Kaukauna é uma cidade localizada no estado norte-americano de Wisconsin, no Condado de Outagamie.

## Demografia
Segundo o censo norte-americano de 2000, a sua população era de 12.983 habitantes.
Em 2006, foi estimada uma população de 15.095, um aumento de 2112 (16.3%).

## Geografia
De acordo com o United States Census Bureau tem uma área de
17,3 km², dos quais 16,1 km² cobertos por terra e 1,2 km² cobertos por água. Kaukauna localiza-se a aproximadamente 223 m acima do nível do mar.

## Localidades na vizinhança
O diagrama seguinte representa as localidades num raio de 12 km ao redor de Kaukauna.